# Tunéziai labdarúgó-válogatott
A tunéziai labdarúgó-válogatott (arabul: منتخب تونس لكرة القدم), vagy becenevükön Les Aigles de Carthage, azaz „Karthágó sasai” Tunézia nemzeti válogatottja, amelyet a tunéziai labdarúgó-szövetség (arabul: الجامعة التونسية لكرة القدم, franciául: Fédération Tunisienne de Football) irányít. Az 1978 óta négy alkalommal világbajnoki-részt vevő észak-afrikai ország legnagyobb sikerét a hazai rendezésű 2004-es afrikai nemzetek kupáján elért aranyéremmel jegyzi.

## Története

### 1928–1956, korai évek
Az első nem hivatalos tunéziai csapat 1928-ban állt össze a tunéziai bajnokságban szereplő játékosokból. 1928. március 2-án pályára léptek a francia B válogatott ellen és 8–2-es vereséget szenvedtek. 1930-ban és 1933-ban ismét megmérkőztek egymással a felek. Első győzelmüket 1932-ben szerezték, ekkor 1–0-ra legyőzték Francia Algéria csapatát. Az 1930-as és az 1940-es években valamennyi mérkőzésüket francia csapatok ellen játszották, mint Francia Algéria, francia katonacsapat, francia B válogatott. 

### Aranygeneráció

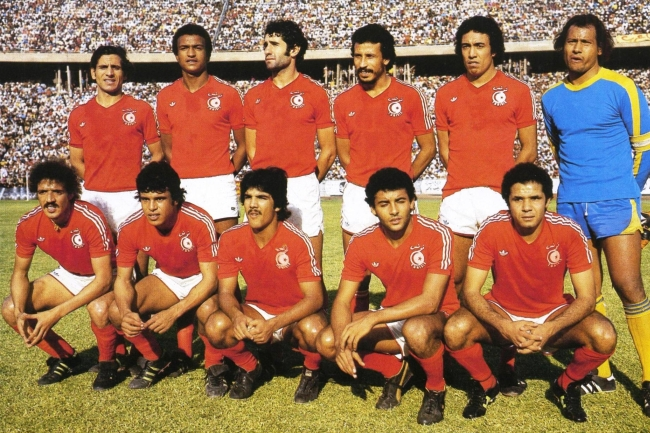
A tunéziai válogatott 1977-ben az Egyiptom elleni vb-selejtezőn

Tunézia 1956. március 20-án deklarálta függetlenségét Franciaországtól. A tunéziai labdarúgó-szövetség 1957. március 29-én alakult. 1960-ban tagjai lettek a FIFA-nak és a CAF-nak. A tunéziai labdarúgó-válogatott első mérkőzését 1957. június 1-jén játszotta Algéria ellen, melyen 2–1-es algériai győzelem született. Az hivatalos mérkőzésüket 1957. június 2-án játszották Líbia ellen Tuniszban a pánarab játékokon. 1960-ban a jugoszláv Milan Kristić lett az első külföldi szövetségi kapitány a válogatott élé. Kivezette a csapatot az 1960. évi nyári olimpiai játékokra, az első nagy tornára a tunéziai válogatott történetében. 1960. június 24-én elszenvedték történetük legsúlyosabb vereségét, amikor 10–1-re kikaptak Magyarországtól. A római olimpián Lengyelországtól 6–1-re, Argentínától 2–1re, Dániától 3–1-re kaptak ki. 1962-ben első alkalommal vettek részt az afrikai nemzetek kupáján és bronzérmet szereztek. 1963-ban 1–1-es döntetlent játszottak Ghánával, Etiópiával szemben pedig 4–2 arányban alulmaradtak és nem jutottak tovább a csoportból. 1965-ben a Tunéziában rendezett tornán ezüstérmesek lettek. A csoportkörben 4–0-ra legyőzték Etiópiát és 0–0-ás döntetlent játszottak Szenegállal, a döntőben hosszabbítást követően kaptak ki 3–2-re Ghánától. 1970 és 1974 között nem indultak a sorozatban, 1968-ban és 1976-ban pedig nem jutottak ki. 1978-ban a negyedik helyen végeztek és részt vettek az 1978-as világbajnokságon. Első mérkőzésükön Ali Kábí, Nédzsíb Gommíd és Mohtár Dzúíb góljaival 3–1-re győztek Mexikó ellen. Lengyelországtól 1–0-ra kikaptak, míg az NSZK ellen gól nélküli döntetlent játszottak.

### 1978 és 1994 közötti időszak

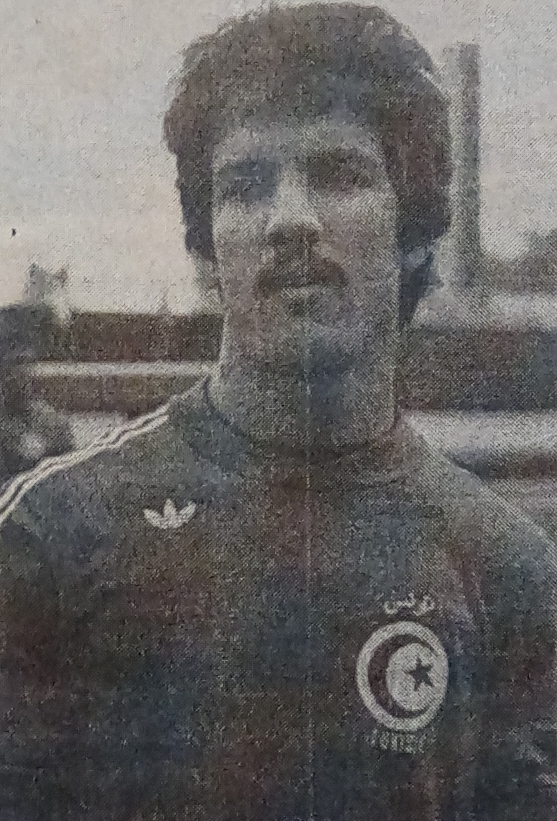
Tárak Dzíáb

A világbajnokságot követően komoly hanyatlás következett a válogatott életében. Az 1980-as afrikai nemzetek kupájától visszaléptek, az 1982-es világbajnokság selejtezőiben már az első forduló után kiestek. 1980 és 1992 között mindössze csak két tornára sikerült kijutniuk. 1982-ben az afrikai nemzetek kupáján a Kamerun elleni 1–1-es döntetlent követően a házigazda Líbiától 2–0-ra, a harmadik mérkőzésen pedig Ghánától 1–0-ra kaptak ki. Az 1986-os világbajnokság selejtezőiben Nigéria legyőzését követően bejutottak az utolsó körbe, de ott két vereséget szenvedtek Algériától. Az 1988. évi nyári olimpiai játékokon az első kör után búcsúztak. A tornán a lengyel Antoni Piechniczek irányításával vettek részt, ahol Svédország ellen 2–2-es, Kínával 0–0-ás döntetlent játszottak, az NSZK-tól 4–1-re kikaptak.
1994-ben szerepeltek ismét az afrikai nemzeteke kupáján. A tornát eredetileg Zaire rendezte volna, de végül Tunézia adott otthont az eseménynek. 2–0-ra kikaptak Malitól és 1–1-es döntetlent játszottak Zairével és a csoport harmadik helyén végeztek.

### 1996 és 2008 közötti időszak
Az 1994-es tornát követően a lengyel Henryk Kasperczak lett kinevezve a szövetségi kapitányi posztra. Kijutottak az 1996-os afrikai nemzetek kupájára, ahol a második helyen végeztek a csoportjukban. A negyeddöntőben Gabont, az elődöntőben Zambiát győzték le. 31 év után ez volt a válogatott legjobb eredménye, de a döntőt elveszítették 2–0-ra a házigazda Dél-Afrika ellen. Az 1998-as afrikai nemzetek kupáján megnyerték a csoportjukat a Kongói DK, Ghána és Togo előtt, a negyeddöntőben büntetőpárbajban estek ki a házigazda Burkina Faso ellen. Kijutottak az 1998-as világbajnokságra is, ahol Angliától 2–0-ra, Kolumbiától 1–0-ra kaptak ki, Romániával pedig 1–1-es döntetlent játszottak. A 2000-es afrikai nemzetek kupáján az elődöntőig meneteltek és végül a negyedik helyet szerezték meg. A 2002-es tornán rúgott gól nélkül már a csoportkör után kiestek, ami a szövetségi kapitány Henri Michel állásába került.

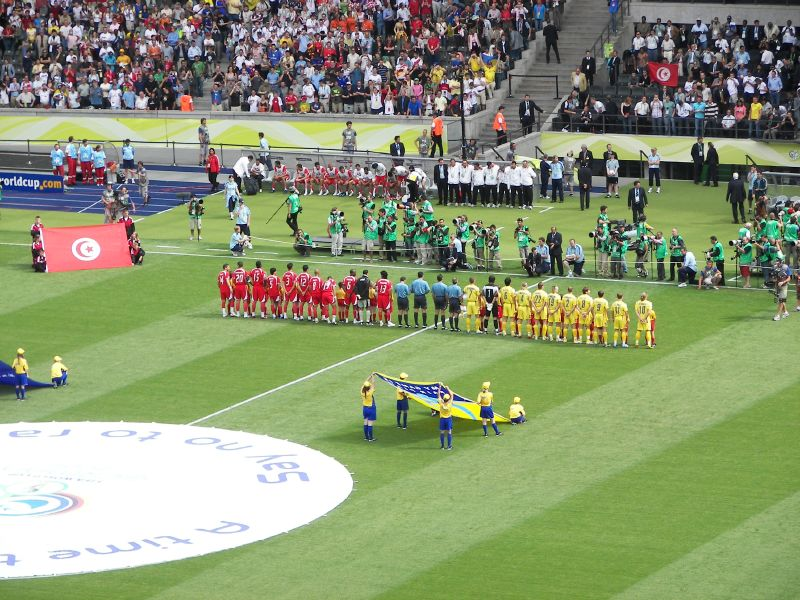
Ukrajna–Tunézia mérkőzés a 2006-os világbajnokságon

A 2002-es világbajnokságon Oroszország és Japán ellen 2–0-ás vereséget szenvedtek, Belgiummal 1–1-et játszottak. 2002 szeptemberében a korábbi francia kapitányt Roger Lemerret bízták meg a válogatott irányításával. 2004-ben Tunézia adott otthont az afrikai nemzetek kupájának. A csoportjukat megnyerve a negyeddöntőben Szenegált, az elődöntőben Nigériát győzték le. A döntőt 2–1–re nyerték Marokkóval szemben és történetük legértékesebb győzelmét érték el az Afrika-kupa megszerzésével. Lemerre lett az első szövetségi kapitány, akinek sikerült megnyernie két különböző kontinens tornáját. A győzelemnek köszönhetően részvételi jogot szereztek a 2005-ös konföderációs kupára, ahol Argentínától 2–1-re, a rendező Németországtól 3–0-ra kaptak ki és Ausztráliát legyőzték 2–0-ra. A 2006-os világbajnokságon csak Szaúd-Arábia ellen (2–2) szereztek pontot, míg Spanyolország ellen 3–1-es, Ukrajna ellen 1–0-ás vereséget szenvedtek. A 2008-as afrikai nemzetek kupáján 2–2-es döntetlennel kezdtek Szenegál ellen, Dél-Afrikát legyőzték 3–1-re és gól nélküli döntetlent játszottak Angolával. A negyeddöntőben hosszabbítást követően kaptak ki Kameruntól 3–2-re.

### 2010-es évek
A 2010-es világbajnokság selejtezőinek második körében kapcsolódtak be a küzdelmekbe. Burundi és a Seychelles-szigetek előtt a második helyen végeztek a csoportjukban, és bejutottak a harmadik fordulóba, ahol Nigéria mögött a második helyet szerezték meg és nem jutottak ki a dél-afrikai világbajnokságra. Viszont részvételi jogot szereztek a 2010-es afrikai nemzetek kupájára, melyet három döntetlennel zártak. A 2012-es tornán a negyeddöntőben, a 2013-as afrikai nemzetek kupáján a csoportkör után estek ki. A 2014-es világbajnokság selejtezőinek második fordulójában a Zöld-foki Köztársaság, Sierra Leone és Egyenlítői-Guinea elleni hat mérkőzésből négyet megnyertek, két alkalommal pedig döntetlent értek el. A harmadik fordulóban Kamerunnal találkoztak és az első mérkőzésen 0–0-ás döntetlen született Tuniszban. A visszavágót 4–1-re nyerték a kameruniak, így ők jutottak ki a brazíliai világbajnokságra. A 2015-ös afrikai nemzetek kupáján a csoportjukból továbbjutva Egyenlítői-Guineával szemben estek ki a legjobb nyolc között. A 2017-es afrikai nemzetek kupáján a negyeddöntőig jutottak, ahol Burkina Faso ellen 2–0-ás vereséget szenvedtek.

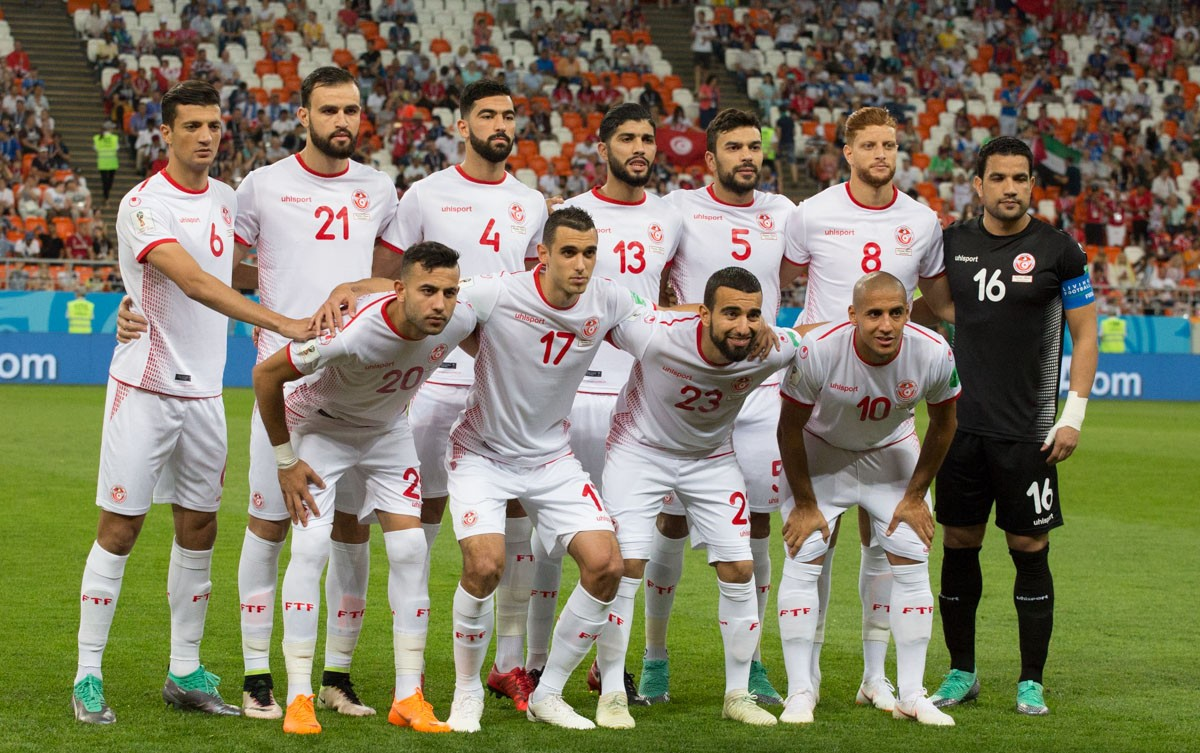
A tunéziai válogatott a 2018-as világbajnokságon

A 2018-as világbajnokság CAF-selejtezőinek a második körében Mauritánia ellen két győzelemmel, összesítésben 4–2-vel jutottak tovább a harmadik fordulóba. Hazai pályán Guineát 2–0-ra, a Kongói DK-t 2–1-re, Líbiát idegenben 1–0-ra győzték le. Kongóban 2–2-es döntetlent játszottak, majd Guineát verték idegenben 4–1-re. Az utolsó fordulóban 0–0-ás hazai döntetlen Líbia ellen azt jelentette, hogy egy ponttal többet gyűjtöttek, mint a Kongói DK és így 2006 után ismét kijutottak a világbajnokságra. A G csoportban szerepeltek Anglia, Belgium és Panama társaságában. Anglia ellen a 91. percben veszítették el 2–1-re a mérkőzést egy Harry Kane által értékesített büntetővel. A második csoportmérkőzésükön Belgiumtól 5–2-re kaptak ki, majd azt követően Panamát legyőzték 2–1-re. 1978 után ez volt az első mérkőzés, amit megnyertek a tunéziaiak.  
A 2019-es afrikai nemzetek kupáján a francia Alain Giresse vezetésével Angolával (1–1), Malival (1–1) és Mauritániával (0–0) egyaránt döntetlent játszottak a csoportkörben. Az egyenes kieséses szakaszban Ghánát büntetőkkel győzték le, Madagaszkárt 3–0-ra verték a negyeddöntőben. Az elődöntőt Szenegál ellen veszítették el hosszabbítást követően 1–0-ra, a bronzmérkőzésen Nigériától kaptak ki ugyanilyen arányban. 

### 2020-as évek
A 2021-es afrikai nemzetek kupáján Mauritániát legyőzték 4–0-ra, Mali és Gambia ellen 1–0-ás vereséget szenvedtek, de a megszerzett három pont elegendőnek bizonyult a továbbjutáshoz. A nyolcaddöntőben Nigériát 1–0-ra verték, a negyeddöntőben viszont ugyanilyen arányban alulmaradtak Burkina Fasóval szemben.
A 2022-es világbajnokságon a D csoportban szerepeltek Ausztrália, Dánia és Franciaország társaságában. Dánia ellen egy 0–0-ás döntetlennel mutatkoztak be. A második csoportmérkőzésen 1–0-ra kikaptak Ausztráliától. Franciaországot ugyan sikerült legyőzniük 1–0-ra a zártkörben, de mindez kevés volt a továbbjutáshoz.

## Nemzetközi eredmények
Afrikai nemzetek kupája
- Aranyérmes: 1 alkalommal (2004)
- Ezüstérmes: 2 alkalommal (1965, 1996)
- Bronzérmes: 1 alkalommal (1962)

Afrikai nemzetek bajnoksága
- Aranyérmes: 1 alkalommal (2011)

FIFA-Arab kupa
- Aranyérmes: 1 alkalommal (1963)
- Ezüstérmes: 1 alkalommal (2021)

Mediterrán játékok
- Aranyérmes: 1 alkalommal (2001)
- Ezüstérmes: 1 alkalommal (1971)
- Bronzérmes: 2 alkalommal (1975, 2013)

Afrika-játékok
- Ezüstérmes: 1 alkalommal (1991)
- Bronzérmes: 1 alkalommal (2007)

Pánarab játékok
- Aranyérmes: 1 alkalommal (1957)

Kirin-kupa
- Aranyérmes: 1 alkalommal (2022)

### Világbajnoki szereplés
| Év       | Eredmény                 | Helyezés                 | M                        | GY                       | D                        | V                        | RG                       | KG                       |
| -------- | ------------------------ | ------------------------ | ------------------------ | ------------------------ | ------------------------ | ------------------------ | ------------------------ | ------------------------ |
| 1930     | Franciaország része volt | Franciaország része volt | Franciaország része volt | Franciaország része volt | Franciaország része volt | Franciaország része volt | Franciaország része volt | Franciaország része volt |
| 1934     | Franciaország része volt | Franciaország része volt | Franciaország része volt | Franciaország része volt | Franciaország része volt | Franciaország része volt | Franciaország része volt | Franciaország része volt |
| 1938     | Franciaország része volt | Franciaország része volt | Franciaország része volt | Franciaország része volt | Franciaország része volt | Franciaország része volt | Franciaország része volt | Franciaország része volt |
| 1950     | Franciaország része volt | Franciaország része volt | Franciaország része volt | Franciaország része volt | Franciaország része volt | Franciaország része volt | Franciaország része volt | Franciaország része volt |
| 1954     | Franciaország része volt | Franciaország része volt | Franciaország része volt | Franciaország része volt | Franciaország része volt | Franciaország része volt | Franciaország része volt | Franciaország része volt |
| 1958     | Nem indult               | Nem indult               | Nem indult               | Nem indult               | Nem indult               | Nem indult               | Nem indult               | Nem indult               |
| 1962     | Nem jutott be            | Nem jutott be            | Nem jutott be            | Nem jutott be            | Nem jutott be            | Nem jutott be            | Nem jutott be            | Nem jutott be            |
| 1966     | Visszalépett             | Visszalépett             | Visszalépett             | Visszalépett             | Visszalépett             | Visszalépett             | Visszalépett             | Visszalépett             |
| 1970     | Nem jutott be            | Nem jutott be            | Nem jutott be            | Nem jutott be            | Nem jutott be            | Nem jutott be            | Nem jutott be            | Nem jutott be            |
| 1974     | Nem jutott be            | Nem jutott be            | Nem jutott be            | Nem jutott be            | Nem jutott be            | Nem jutott be            | Nem jutott be            | Nem jutott be            |
| 1978     | Csoportkör               | 9.                       | 3                        | 1                        | 1                        | 1                        | 3                        | 2                        |
| 1982     | Nem jutott be            | Nem jutott be            | Nem jutott be            | Nem jutott be            | Nem jutott be            | Nem jutott be            | Nem jutott be            | Nem jutott be            |
| 1986     | Nem jutott be            | Nem jutott be            | Nem jutott be            | Nem jutott be            | Nem jutott be            | Nem jutott be            | Nem jutott be            | Nem jutott be            |
| 1990     | Nem jutott be            | Nem jutott be            | Nem jutott be            | Nem jutott be            | Nem jutott be            | Nem jutott be            | Nem jutott be            | Nem jutott be            |
| 1994     | Nem jutott be            | Nem jutott be            | Nem jutott be            | Nem jutott be            | Nem jutott be            | Nem jutott be            | Nem jutott be            | Nem jutott be            |
| 1998     | Csoportkör               | 26.                      | 3                        | 0                        | 1                        | 2                        | 1                        | 4                        |
| 2002     | Csoportkör               | 29.                      | 3                        | 0                        | 1                        | 2                        | 1                        | 5                        |
| 2006     | Csoportkör               | 24.                      | 3                        | 0                        | 1                        | 2                        | 3                        | 6                        |
| 2010     | Nem jutott be            | Nem jutott be            | Nem jutott be            | Nem jutott be            | Nem jutott be            | Nem jutott be            | Nem jutott be            | Nem jutott be            |
| 2014     | Nem jutott be            | Nem jutott be            | Nem jutott be            | Nem jutott be            | Nem jutott be            | Nem jutott be            | Nem jutott be            | Nem jutott be            |
| 2018     | Csoportkör               | 24.                      | 3                        | 1                        | 0                        | 2                        | 5                        | 8                        |
| 2022     | Bejutott                 | Bejutott                 | Bejutott                 | Bejutott                 | Bejutott                 | Bejutott                 | Bejutott                 | Bejutott                 |
| Összesen | Csoportkör               | 6/22                     | 15                       | 2                        | 4                        | 9                        | 13                       | 25                       |

### Afrikai nemzetek kupája-szereplés
| Év       | Eredmény            | Helyezés            | M                   | Gy                  | D*                  | V                   | RG                  | KG                  |
| -------- | ------------------- | ------------------- | ------------------- | ------------------- | ------------------- | ------------------- | ------------------- | ------------------- |
| 1957     | Nem tagja a CAF-nak | Nem tagja a CAF-nak | Nem tagja a CAF-nak | Nem tagja a CAF-nak | Nem tagja a CAF-nak | Nem tagja a CAF-nak | Nem tagja a CAF-nak | Nem tagja a CAF-nak |
| 1959     | Nem tagja a CAF-nak | Nem tagja a CAF-nak | Nem tagja a CAF-nak | Nem tagja a CAF-nak | Nem tagja a CAF-nak | Nem tagja a CAF-nak | Nem tagja a CAF-nak | Nem tagja a CAF-nak |
| 1962     | Bronzérmes          | 3.                  | 2                   | 1                   | 0                   | 1                   | 5                   | 4                   |
| 1963     | Csoportkör          | 5.                  | 2                   | 0                   | 1                   | 1                   | 3                   | 5                   |
| 1965     | Ezüstérmes          | 2.                  | 3                   | 1                   | 1                   | 1                   | 6                   | 4                   |
| 1968     | Nem jutott be       | Nem jutott be       | Nem jutott be       | Nem jutott be       | Nem jutott be       | Nem jutott be       | Nem jutott be       | Nem jutott be       |
| 1970     | Nem indult          | Nem indult          | Nem indult          | Nem indult          | Nem indult          | Nem indult          | Nem indult          | Nem indult          |
| 1972     | Nem indult          | Nem indult          | Nem indult          | Nem indult          | Nem indult          | Nem indult          | Nem indult          | Nem indult          |
| 1974     | Nem indult          | Nem indult          | Nem indult          | Nem indult          | Nem indult          | Nem indult          | Nem indult          | Nem indult          |
| 1976     | Nem jutott be       | Nem jutott be       | Nem jutott be       | Nem jutott be       | Nem jutott be       | Nem jutott be       | Nem jutott be       | Nem jutott be       |
| 1978     | Negyedik hely       | 4.                  | 5                   | 1                   | 3                   | 1                   | 5                   | 4                   |
| 1980     | Visszalépett        | Visszalépett        | Visszalépett        | Visszalépett        | Visszalépett        | Visszalépett        | Visszalépett        | Visszalépett        |
| 1982     | Csoportkör          | 7.                  | 3                   | 0                   | 1                   | 2                   | 1                   | 4                   |
| 1984     | Nem jutott be       | Nem jutott be       | Nem jutott be       | Nem jutott be       | Nem jutott be       | Nem jutott be       | Nem jutott be       | Nem jutott be       |
| 1986     | Nem jutott be       | Nem jutott be       | Nem jutott be       | Nem jutott be       | Nem jutott be       | Nem jutott be       | Nem jutott be       | Nem jutott be       |
| 1988     | Nem jutott be       | Nem jutott be       | Nem jutott be       | Nem jutott be       | Nem jutott be       | Nem jutott be       | Nem jutott be       | Nem jutott be       |
| 1990     | Nem jutott be       | Nem jutott be       | Nem jutott be       | Nem jutott be       | Nem jutott be       | Nem jutott be       | Nem jutott be       | Nem jutott be       |
| 1992     | Nem jutott be       | Nem jutott be       | Nem jutott be       | Nem jutott be       | Nem jutott be       | Nem jutott be       | Nem jutott be       | Nem jutott be       |
| 1994     | Csoportkör          | 9.                  | 2                   | 0                   | 1                   | 1                   | 1                   | 3                   |
| 1996     | Ezüstérmes          | 2.                  | 6                   | 2                   | 2                   | 2                   | 10                  | 9                   |
| 1998     | Negyeddöntő         | 5.                  | 4                   | 2                   | 1                   | 1                   | 6                   | 5                   |
| 2000     | Negyedik hely       | 4.                  | 6                   | 2                   | 2                   | 2                   | 6                   | 9                   |
| 2002     | Csoportkör          | 11.                 | 3                   | 0                   | 2                   | 1                   | 0                   | 1                   |
| 2004     | Aranyérmes          | 1.                  | 6                   | 4                   | 2                   | 0                   | 10                  | 4                   |
| 2006     | Negyeddöntő         | 6.                  | 4                   | 2                   | 1                   | 1                   | 7                   | 5                   |
| 2008     | Negyeddöntő         | 5.                  | 4                   | 1                   | 2                   | 1                   | 7                   | 6                   |
| 2010     | Csoportkör          | 12.                 | 3                   | 0                   | 3                   | 0                   | 3                   | 3                   |
| 2012     | Negyeddöntő         | 6.                  | 4                   | 2                   | 0                   | 2                   | 5                   | 5                   |
| 2013     | Csoportkör          | 12.                 | 3                   | 1                   | 1                   | 1                   | 2                   | 4                   |
| 2015     | Negyeddöntő         | 7.                  | 4                   | 1                   | 2                   | 1                   | 5                   | 5                   |
| 2017     | Negyeddöntő         | 8.                  | 4                   | 2                   | 0                   | 2                   | 6                   | 7                   |
| 2019     | Negyedik hely       | 4.                  | 7                   | 1                   | 4                   | 2                   | 6                   | 5                   |
| 2021     | Negyeddöntő         | 8.                  | 5                   | 2                   | 0                   | 3                   | 5                   | 3                   |
| 2023     | Folyamatban         | Folyamatban         | Folyamatban         | Folyamatban         | Folyamatban         | Folyamatban         | Folyamatban         | Folyamatban         |
| 2025     | Folyamatban         | Folyamatban         | Folyamatban         | Folyamatban         | Folyamatban         | Folyamatban         | Folyamatban         | Folyamatban         |
| Összesen | 1 aranyérem         | 20/33               | 80                  | 25                  | 29                  | 26                  | 99                  | 94                  |

*Beleértve az egyeneses kieséses szakaszban elért döntetleneket is.
| Év       | Eredmény      | Helyezés      | M             | Gy            | D*            | V             | RG            | KG            |               |
| -------- | ------------- | ------------- | ------------- | ------------- | ------------- | ------------- | ------------- | ------------- | ------------- |
| 1992     | Nem jutott be | Nem jutott be | Nem jutott be | Nem jutott be | Nem jutott be | Nem jutott be | Nem jutott be | Nem jutott be | Nem jutott be |
| 1995     | Nem jutott be | Nem jutott be | Nem jutott be | Nem jutott be | Nem jutott be | Nem jutott be | Nem jutott be | Nem jutott be | Nem jutott be |
| 1997     | Nem jutott be | Nem jutott be | Nem jutott be | Nem jutott be | Nem jutott be | Nem jutott be | Nem jutott be | Nem jutott be | Nem jutott be |
| 1999     | Nem jutott be | Nem jutott be | Nem jutott be | Nem jutott be | Nem jutott be | Nem jutott be | Nem jutott be | Nem jutott be | Nem jutott be |
| 2001     | Nem jutott be | Nem jutott be | Nem jutott be | Nem jutott be | Nem jutott be | Nem jutott be | Nem jutott be | Nem jutott be | Nem jutott be |
| 2003     | Nem jutott be | Nem jutott be | Nem jutott be | Nem jutott be | Nem jutott be | Nem jutott be | Nem jutott be | Nem jutott be | Nem jutott be |
| 2005     | Csoportkör    | 6.            | 3             | 1             | 0             | 2             | 3             | 5             |               |
| 2009     | Nem jutott be | Nem jutott be | Nem jutott be | Nem jutott be | Nem jutott be | Nem jutott be | Nem jutott be | Nem jutott be | Nem jutott be |
| 2013     | Nem jutott be | Nem jutott be | Nem jutott be | Nem jutott be | Nem jutott be | Nem jutott be | Nem jutott be | Nem jutott be | Nem jutott be |
| 2017     | Nem jutott be | Nem jutott be | Nem jutott be | Nem jutott be | Nem jutott be | Nem jutott be | Nem jutott be | Nem jutott be | Nem jutott be |
| Összesen | Csoportkör    | 1/10          | 3             | 1             | 0             | 2             | 3             | 5             |               |

| Év         | Eredmény                 | Helyezés                 | M                        | Gy                       | D*                       | V                        | RG                       | KG                       |
| ---------- | ------------------------ | ------------------------ | ------------------------ | ------------------------ | ------------------------ | ------------------------ | ------------------------ | ------------------------ |
| 1900– 1952 | Franciaország része volt | Franciaország része volt | Franciaország része volt | Franciaország része volt | Franciaország része volt | Franciaország része volt | Franciaország része volt | Franciaország része volt |
| 1956       | Nem indult               | Nem indult               | Nem indult               | Nem indult               | Nem indult               | Nem indult               | Nem indult               | Nem indult               |
| 1960       | Csoportkör               | 15.                      | 3                        | 0                        | 0                        | 3                        | 3                        | 11                       |
| 1964       | Nem jutott be            | Nem jutott be            | Nem jutott be            | Nem jutott be            | Nem jutott be            | Nem jutott be            | Nem jutott be            | Nem jutott be            |
| 1968       | Nem jutott be            | Nem jutott be            | Nem jutott be            | Nem jutott be            | Nem jutott be            | Nem jutott be            | Nem jutott be            | Nem jutott be            |
| 1972       | Nem jutott be            | Nem jutott be            | Nem jutott be            | Nem jutott be            | Nem jutott be            | Nem jutott be            | Nem jutott be            | Nem jutott be            |
| 1976       | Nem jutott be            | Nem jutott be            | Nem jutott be            | Nem jutott be            | Nem jutott be            | Nem jutott be            | Nem jutott be            | Nem jutott be            |
| 1980       | Nem jutott be            | Nem jutott be            | Nem jutott be            | Nem jutott be            | Nem jutott be            | Nem jutott be            | Nem jutott be            | Nem jutott be            |
| 1984       | Nem jutott be            | Nem jutott be            | Nem jutott be            | Nem jutott be            | Nem jutott be            | Nem jutott be            | Nem jutott be            | Nem jutott be            |
| 1988       | Csoportkör               | 13.                      | 3                        | 0                        | 2                        | 1                        | 3                        | 6                        |
| Összesen   | Csoportkör               | 2/15                     | 6                        | 0                        | 2                        | 4                        | 6                        | 17                       |

## Mezek a válogatott története során
A tunéziai labdarúgó-válogatott hagyományos szerelése fehér mez, fehér nadrág és fehér sportszár. A váltómez leggyakrabban egyszínű piros szerelés.

### Első számú
| 1978    | 1981–82 | 1990 | 1992–94 | 1996    | 1997 | 1998    | 2000    | 2001    | 2002    |
| 2004–06 | 2005    | 2006 | 2008–09 | 2010–11 | 2011 | 2012–13 | 2014–16 | 2016–18 | 2018–19 |
| 2019–20 | 2020–   |      |         |         |      |         |         |         |         |

### Váltómez
| 1978    | 1992–94 | 1997 | 1998    | 2000    | 2000–01 | 2002    | 2004–06 | 2005  | 2006 |
| 2008–09 | 2010–11 | 2011 | 2012–13 | 2014–16 | 2016–18 | 2018–19 | 2019–20 | 2020– |      |

| 2016–18 | 2018 | 2019– |

## Játékosok

### Jelenlegi keret
A 2022-es labdarúgó-világbajnokság 26 fős hivatalos kerete.
2022. szeptember 27-én a  Brazília elleni mérkőzés után lett frissítve.
| 1  | K  | Ájmen Mászlúszí        | 1984. szeptember 14. (38 évesen) | 73 | 0  | Étoile du Sahel    |  |  |
| 16 | K  | Ájmen Dámen            | 1997. január 28. (25 évesen)     | 4  | 0  | CS Sfaxien         |  |  |
| 22 | K  | Besír Ben Szajd        | 1992. november 29. (29 évesen)   | 10 | 0  | US Monastir        |  |  |
| 26 | K  | Maz Haszen             | 1995. március 5. (27 évesen)     | 20 | 0  | Club Africain      |  |  |
|    |    |                        |                                  |    |    |                    |  |  |
| 2  | V  | Bilál Ífa              | 1990. március 9. (32 évesen)     | 36 | 0  | Kuwait SC          |  |  |
| 3  | V  | Montaszár Tálbí        | 1998. május 26. (24 évesen)      | 22 | 1  | Lorient            |  |  |
| 4  | V  | Jászín Merjáh          | 1993. július 2. (29 évesen)      | 60 | 3  | Espérance de Tunis |  |  |
| 5  | V  | Náder Gándrí           | 1995. február 18. (27 évesen)    | 7  | 0  | Club Africain      |  |  |
| 6  | V  | Dylan Bronn            | 1995. június 19. (27 évesen)     | 36 | 2  | Salernitana        |  |  |
| 12 | V  | Alí Malúl              | 1990. január 1. (32 évesen)      | 82 | 2  | el-Ahlí            |  |  |
| 20 | V  | Mohamed Dräger         | 1996. június 25. (26 évesen)     | 33 | 3  | Luzern             |  |  |
| 21 | V  | Vadzsdí Kesrída        | 1995. november 5. (27 évesen)    | 18 | 0  | Atrómitosz         |  |  |
| 24 | V  | Alí Abdí               | 1993. december 20. (28 évesen)   | 9  | 1  | Caen               |  |  |
|    |    |                        |                                  |    |    |                    |  |  |
| 8  | KP | Hannibal Medzsbrí      | 2003. január 21. (19 évesen)     | 18 | 0  | Burnley            |  |  |
| 13 | KP | Ferdzsání Szászí       | 1992. március 18. (30 évesen)    | 77 | 6  | ed-Duhaíl          |  |  |
| 14 | KP | Aïssa Laïdouni         | 1996. december 13. (25 évesen)   | 24 | 1  | Ferencváros        |  |  |
| 15 | KP | Mohamed Alí Ben Romdán | 1999. szeptember 6. (23 évesen)  | 22 | 1  | Espérance de Tunis |  |  |
| 17 | KP | Eljász Szhírí          | 1995. május 10. (27 évesen)      | 48 | 3  | 1. FC Köln         |  |  |
| 18 | KP | Gílán Salálí           | 1994. február 28. (28 évesen)    | 30 | 1  | Espérance de Tunis |  |  |
| 25 | KP | Ánísz Ben Szlímán      | 2001. március 16. (21 évesen)    | 24 | 4  | Brøndby            |  |  |
|    |    |                        |                                  |    |    |                    |  |  |
| 7  | CS | Júszef ál-Mszákní      | 1990. október 28. (32 évesen)    | 87 | 17 | Al-Arabi           |  |  |
| 9  | CS | Iszám Dzsebálí         | 1991. december 25. (30 évesen)   | 9  | 2  | Odense             |  |  |
| 10 | CS | Vahbí Hazrí            | 1991. február 8. (31 évesen)     | 71 | 24 | Montpellier        |  |  |
| 11 | CS | Taha Jászín Heníszí    | 1992. január 6. (30 évesen)      | 48 | 9  | Kuwait SC          |  |  |
| 19 | CS | Szífedín Dzsazírí      | 1993. február 12. (29 évesen)    | 29 | 10 | Zamálek            |  |  |
| 23 | CS | Najm Szlítí            | 1992. július 27. (30 évesen)     | 68 | 13 | el-Áttifák         |  |  |

### A legtöbb válogatottsággal rendelkező játékosok
Az adatok 2022. szeptember 27. állapotoknak felelnek meg.
- A még aktív játékosok (félkövérrel) vannak megjelölve.

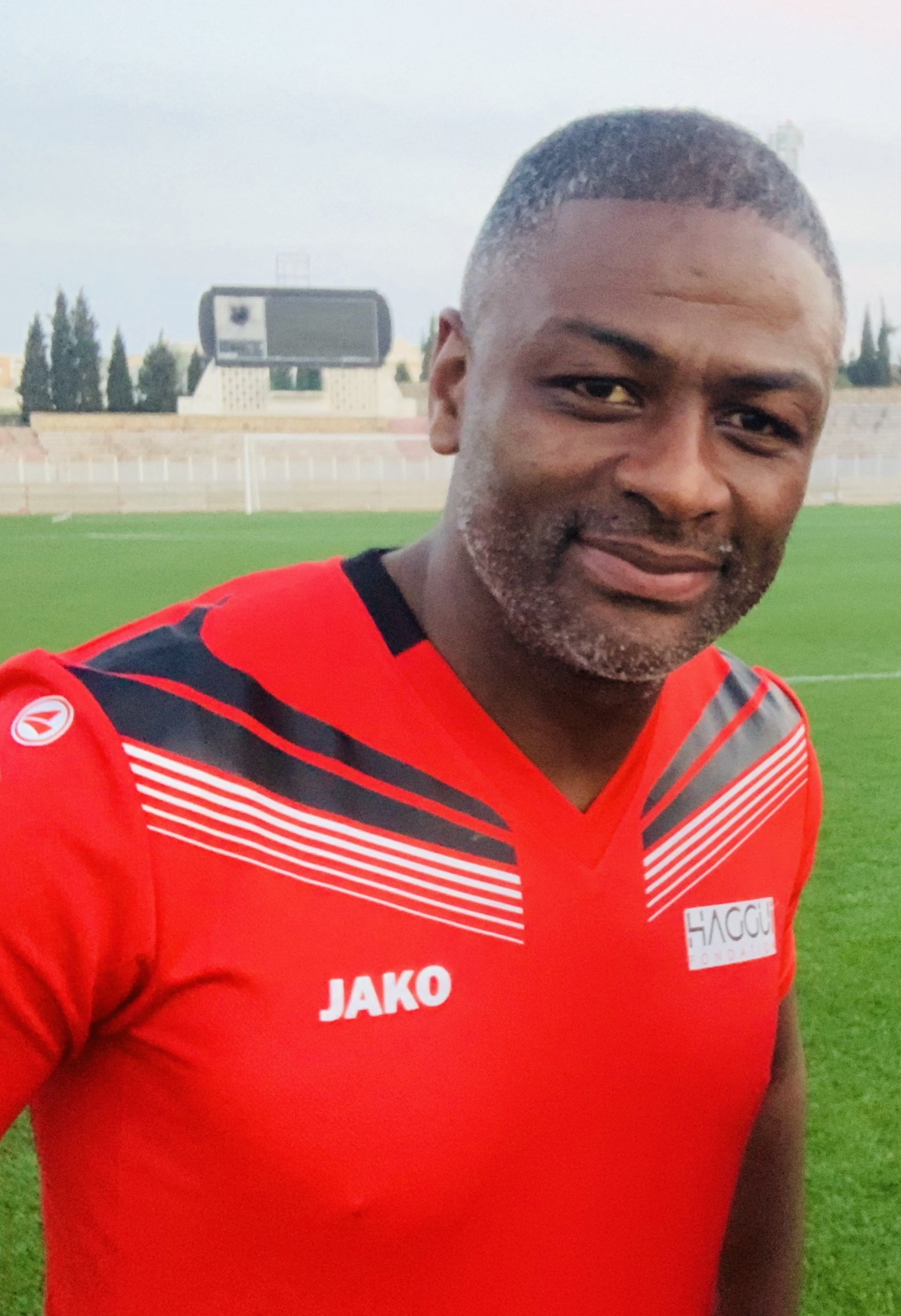
Radi Zsaidi a válogatottsági rekorder 105 mérkőzéssel.

| Rank | Játékos              | Mérkőzés | Gólok | Időszak   |
| ---- | -------------------- | -------- | ----- | --------- |
| 1    | Radi Zsaidi          | 105      | 7     | 1996–2009 |
| 2    | Sokrí El-Úar         | 97       | 0     | 1990–2002 |
| 3    | Háled Badra          | 96       | 10    | 1995–2006 |
| 4    | Kajsz Godbán         | 95       | 6     | 1995–2006 |
| 5    | Khaled Ben Yahia     | 95       | 5     | 1979–1993 |
| 6    | Ríád Búazízí         | 92       | 3     | 1995–2006 |
| 7    | Tárak Dzíáb          | 89       | 12    | 1974–1990 |
| 8    | Júszef ál-Mszákní    | 87       | 17    | 2010–     |
| 9    | Szádok Szásszi       | 87       | 0     | 1963–1978 |
| 10   | Mohamed Ali Mahjoubi | 86       | 17    | 1985–1995 |

1. 1 2 3 4  Az olimpiai játékok mérkőzéseit és az amatőr csapatok elleni mérkőzéseket a FIFA nem tekinti hivatalos "A" nemzetközi mérkőzésnek.

### A válogatottban legtöbb gólt szerző játékosok
Az adatok 2022. szeptember 27. állapotoknak felelnek meg.
- A még aktív játékosok (félkövérrel) vannak megjelölve.

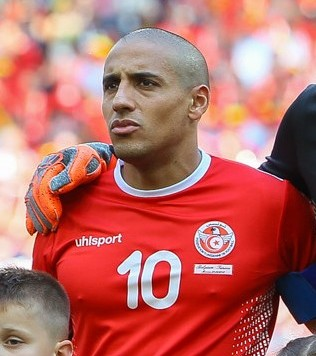
Az aktív játékosok közül Vahbí Hazrí a legeredményesebb 24 góllal.

| #  | Játékos              | Gólok | Mérkőzés | Arány | Időszak   |
| -- | -------------------- | ----- | -------- | ----- | --------- |
| 1  | Issam Jemâa          | 36    | 84       | 0.43  | 2005–2014 |
| 2  | Vahbí Hazrí          | 24    | 71       | 0.35  | 2013–     |
| 3  | Francileudo Santos   | 22    | 41       | 0.51  | 2004–2008 |
| 4  | Adel Szelímí         | 20    | 80       | 0.25  | 1990–2002 |
| 5  | Faouzi Rouissi       | 18    | 42       | 0.43  | 1989–2001 |
| 6  | Júszef ál-Mszákní    | 17    | 87       | 0.2   | 2010–     |
| 7  | Mohamed Ali Mahjoubi | 17    | 86       | 0.2   | 1985–1995 |
| 8  | Mohamed Salah Jedidi | 15    | 32       | 0.47  | 1962–1965 |
| 9  | Hassen Gabsi         | 14    | 50       | 0.28  | 1997–2002 |
| 10 | Zied Jaziri          | 14    | 63       | 0.22  | 1999–2007 |

### Híresebb játékosok
| - Háled Badra - Zubír Baja - Ríád Búazízí - Ráúf Búzajen - José Clayton - Tárak Dzíáb - Mohtár Dzúíb - Radi Zsaidi - Haykel Gmamdia - Kajsz Godbán - Amád Ben Júnesz | - Ali Kábí - Francileudo Silva dos Santos - Jászín Síháúj - Súki Ben Száda - Szádok Szásszi - Adel Szelímí - Mehdí Ben Szlímán - Szkander Szújah - Tárek Szábet - Hátem Trabelszí - Sokri el-Váer |

## Külső hivatkozások
- Tunéziai Labdarúgó-szövetség – hivatalos honlap (franciául)
- Tunézia a FIFA.com-on Archiválva 2010. március 24-i dátummal a Wayback Machine-ben (angolul)
- Tunézia a cafonline.com-on (angolul)
- Tunézia mérkőzéseinek eredményei az rsssf.com-on (angolul)
- Tunézia mérkőzéseinek eredményei az EloRatings.net-en (angolul)
- Tunézia a national-football-teams.com-on (angolul)
- Tunézia a transfermarkt.de-n (németül)
- Tunézia a weltfussball.de-n (németül)
- Tunézia a fedefutbol.net-en (spanyolul)